# The Perfect Element, part I
The Perfect Element, part I es el tercer álbum de estudio de la banda sueca de metal progresivo Pain of Salvation, publicado el 31 de octubre de 2000. Es un álbum conceptual que se desarrolla alrededor de la formación del individuo, y es la primera parte de una serie de tres álbumes y está más enfocado en la niñez y adolescencia. The Perfect Element, part II fue publicado en 2007 bajo el título de Scarsick.
El disco gira en torno a dos personajes, los cuales por las circunstancias vividas en sus vidas, son "inútiles" para la sociedad, es por esto que ambos personajes logran conocerse, solo entendiéndose para mitigar el dolor en base al sexo. Los temas principales desarrollados a lo largo del disco son el abuso infantil, la sexualidad, el amor, los problemas con las drogas, la tragedia, el dolor, la ira, la pérdida, la vergüenza, las luchas internas o el arrepentimiento. Todos estos temas se desarrollan alrededor de la historia de estos dos personajes, "él" y "ella", que se reúnen en "Ashes" tras contemplar un cuadro de su pasado. Tras este momento, la historia se enfoca en los conflictos y las luchas internas de los dos personajes.

## Lista de canciones
Chapter I: "As these two desolate worlds collide"
1. «Used» - 5:23
2. «In the Flesh» - 8:36
3. «Ashes» - 4:28
4. «Morning on Earth» - 4:34
Chapter II: "It all catches up on you when you slow down"
5. «Idioglossia» - 8:29
6. «Her Voices» – 7:56
7. «Dedication» – 4:00
8. «King of Loss» – 9:46
Chapter III: "Far beyond the point of no return"
9. «Reconciliation» – 4:24
10. «Song for the Innocent» – 3:02
11. «Falling» – 1:50
12. «The Perfect Element» – 10:09
13. «Epilogue» (canción extra en Japón) – 3:14

## Créditos
- Daniel Gildenlöw – voz, guitarra, producción, mezclado y masterizado
- Fredrik Hermansson – teclados y samples
- Johan Hallgren – guitarra, coros y mezclado
- Johan Langell – batería, coros, mezclado y masterizado
- Kristoffer Gildenlöw – bajo y coros

- Datos: Q2478635